# یانگوم
یانگ‌گوم (تلفظ: جانگ‌گوم) (کره‌ای: 장금، هانجا: 長今) نخستین پزشک زن سلطنتی در تاریخ کره است، نام این شخصیت که در قرن شانزدهم میلادی و با نام خانوادگی سو زندگی می‌کرده، ده بار در سالنامۀ سلسلۀ چوسون و یادداشت‌های پزشکی خاندان یی ذکر شده است. آن‌طور که مشخص است، پادشاه چونگ‌جونگ از دانش پزشکی یانگ‌گوم بسیار خرسند بود و به مهارت او در مراقبت از خانوادۀ سلطنتی اعتماد کامل داشت. سپس یانگ‌گوم سومین مقام برتر دربار کره را به دست آورده و به لقب "بزرگ" (تلفظ: ته) (هانگول: 대، هانجا: 大) مفتخر گشت.
یانگ‌گوم یک فرد مهم در تاریخ کره محسوب می شود، اگرچه اطلاعات کمی در مورد او وجود دارد. از آنجایی که پادشاه بسیار به او اعتماد داشت، مردم نیز به او توجه ویژه‌ای داشتند.
مهم‌ترین کتاب تاریخی که نام یانگ‌گوم در آن ذکر شده است «سالنامه‌های سلسلۀ چوسان» نام دارد. این کتاب در واقع متشکل از رساله‌هایی است که در طول ۵۰۰ سال، وقایع روی داده در دربار پادشاهان سلسلۀ چوسان را ثبت کرده‌اند. سلسلۀ چوسان از اواخر قرن چهاردهم میلادی تا پایان قرن نوزدهم بر شبه‌جزیرۀ کره حکومت می‌کرد.

## شواهد تاریخی
طبق مدارک و شواهد به‌دست آمده از تاریخچه سلسله چوسون و نیز مدارک پزشکی آن زمان، فردی به اسم یانگ‌گوم واقعاً در تاریخ وجود داشته‌است.
هر قدر هم که توصیفات کم و مراجع اکثراً مختصر بوده‌اند. بسیاری معتقدند و به اثبات رسانده‌اند که یانگ‌گوم اولین پزشک زن دربار بوده که در طول تاریخ کشور کره از آن پس تا به امروز به‌عنوان پزشک ویژه پادشاه به کار گرفته شده‌است. با این وجود عده‌ای هم به باور یانگوم به عنوان یک تجسم افسانه‌ای ادامه داده‌اند.
پژوهشگران هنوز بر سر این مسئله که یانگ‌گوم یک شخصیت حقیقی است یا تجسمی افسانه‌ای از زنان بزرگی که در رشد مقام اجتماعی زنان نقشی ایفا کرده‌اند و نامشان برای همیشه به فراموشی سپرده شده‌است، به توافق نرسیده‌اند. اگرچه منابع موثقی وجود دارد که ثابت می‌کند یانگ‌گوم یک شخصیت حقیقی بوده.

## ذکر شده در سالنامۀ سلسلۀ چوسون
- در سالنامۀ سلسلۀ چوسون، نام "یانگ‌گوم (長今)"، گاهی اوقات در کنار عنوان "پزشک زن" (uinyeo؛ 醫女)، در ۱۰ مورد ذکر شده است:

۱ - ۴ آوریل سال ۱۵۱۵؛ برخی از مقامات دربار عریضه‌هایی برای پادشاه چونگ‌جونگ فرستادند تا تمام پزشکان زن از جمله یانگ‌گوم را که اخیراً به ملکۀ تازه درگذشته (ملکه جانگ‌یونگ) مراجعه کرده بودند، به علت بی‌کفایتی شدیداً مجازات شوند.
ملکه جانگ‌یونگ (دومین همسر پادشاه چونگ‌جونگ) به دلیل عوارض پس از زایمان ناشی از تولد وارث قانونی (پادشاه آینده این‌جونگ، ۱۰ مارس) نیمه‌شب گذشته درگذشت. این اولین مورد ثبت شده و همچنین ذکر نام یانگ‌گوم در سالنامه بود.
۲ - ۵ آوریل ۱۵۵؛ در پاسخ به مقامات، پادشاه چونگ‌جونگ اعلام کرد: "یانگ‌گوم به خاطر نقشش در سالم به دنیا آوردن فرزند ملکه سزاوار پاداش بزرگی بود، اما من به دلیل برخی مسائل، هرگز به خاطر اعمالش به او پاداشی ندادم. تا به حال، اکنون شما (مقامات دربار) به من می‌گویید که حالا که ملکه فوت کرده او را مجازات کنم، اما من این کار را انجام نمی‌دهم و در عوض به او پاداش نمی‌دهم.
۳ - ۲۴ سپتامبر ۱۵۲۲؛ پادشاه چونگ‌جونگ پس از بهبودی ملکه مادر (ملکه جونگ‌هیون) از یک بیماری، به کارکنان بخش پزشکی پاداش داد. پزشکان زن، یانگ‌گوم و همکارش شین بی، ۱۰ کیسه برنج و ۱۰ کیسه حبوبات دریافت کردند.
۴ - ۸ ژانویه ۱۵۲۴؛ پادشاه چونگ‌جونگ پس از ابتلا به یک بیماری اظهار داشت: "یانگ‌گوم بزرگ (大長今) بهتر از هر پزشک زن دیگری بود.
در نتیجه، به او اجازه داده شد که پزشک ویژه پادشاه شود و از او مراقبت کند. این اولین نمونه ثبت شده از عنوان "بزرگ" (大) بود که در سالنامه به پسوند نام یانگ‌گوم اضافه شده بود.
۵ - مارس ۱۵۳۳؛ پادشاه چونگ‌جونگ در مورد وضعیت سلامتی خود اظهار داشت: "من از یک بیماری چند ماهه بهبود یافته‌ام. پزشکان سلطنتی مستحق ستایش و پاداش هستند. پزشکان زن، یانگ‌گوم بزرگ و کای‌گوم، هر کدام باید ۱۵ کیسه برنج، ۱۵ کیسه حبوبات و ۱۰ طاقه پارچه ابریشم به عنوان پاداش دریافت کنند."
۶ - ۲۱ فوریه ۱۵۴۴؛ پادشاه چونگ‌جونگ در مورد دستوری اظهار داشت: "از زمانی که سرما خوردم مدت زیادی است که نمی توانم وظایف خود را انجام دهم. چند روز پیش در یک جلسه برای بحث در مورد فلسفه‌ها شرکت کردم. اما هوای سرد حالم را بدتر کرد، من قبلاً به پزشکان سلطنتی، پارک شی‌ژو، هونگ چیم و همچنین به پزشکان زن سلطنتی ازجمله یانگ‌گوم بزرگ و یون بی، گفته بودم که در مورد تجویز مناسب گفتگو کنند.
۷ - ۲ مارس ۱۵۴۴؛ ثبت شده که پادشاه چونگ‌جونگ پس از بهبودی از سرماخوردگی، به پزشکان سلطنتی و کارکنان آنها پاداش داده است. یانگ‌گوم بزرگ ۵ کیسه برنج و حبوبات دریافت کرد.
این آخرین باری بود که عنوان "بزرگ" به نام یانگ‌گوم در سالنامه اضافه شده بود.
۸ - ۹ نوامبر ۱۵۴۴؛ سالنامه گفتگویی را بین وزرای عالی‌رتبه دربار و یانگ‌گوم در مورد سلامتی پادشاه چونگ‌جونگ ثبت کرد. پس از آن پزشکان پارک شی‌ژو و هونگ چیم نبض پادشاه را بررسی کردند و داروها را تجویز کردند.
به گفته یانگ‌گوم: پادشاه دیروز حوالی نیمه‌شب تا سحر نیز مدت کوتاهی خوابیدند، ایشان هم اکنون ادرارشان را دفع کردند، اما حدود ۳ روز است که یبوست دارند.
۹ - ۱۰ نوامبر ۱۵۴۴؛ پادشاه چونگ‌جونگ اظهار داشت: من هنوز یبوست دارم. این که به چه نسخه‌ای نیاز دارم، بین پزشکان در حال بحث است. این پزشک زن همه چیز را در مورد شرایط سلامتی من می‌داند.
۱۰ - ۱۳ نوامبر ۱۵۴۴؛ سالنامه گزارش می‌کند که پادشاه چونگ‌جونگ بهبود یافته است و با وزیرانی که برای تبریک آمده بودند ملاقات کرده. سپس، پادشاه به عنوان پاداش برای تمام پزشکانی که برای معالجه‌اش تلاش کرده بودند چند روز تعطیلی در نظر گرفت. پادشاه به‌ویژه اشاره کرد که هنگام ملاقات با یانگ‌گوم به او گفته که مدفوعش را دفع کرده و احساس سلامت و آسودگی زیادی دارد.
این آخرین مطلب ثبت شده و همچنین ذکر مستقیم نام یانگ‌گوم در سالنامه بود. ۱۶ روز بعد (۲۹ نوامبر)، پادشاه چونگ‌جونگ درگذشت.

## ذکر شده در سایر سالنامۀ‌های پزشکی
- نام یانگ‌گوم در عنوان کتاب «یادداشت های پزشکی خاندان یی» نیز ذکر شده است.

متن زیر مربوط به منشاء و دستاوردهای یانگ‌گوم است که در یادداشت پزشکی ثبت شده است. 
«بانوی پزشک یانگ‌گوم، که سرآغاز ماجرایش روشن نیست، بر اساس فرمانی که یازدهمین پادشاه چوسان، پادشاه چونگ‌جونگ، در هجدهمین سال سلطنت (۱۵۲۴ - ۱۵۲۵) صادر کرد، حق نامیده شدن به عنوان «یانگ‌گوم بزرگ» را دریافت کرد. در آن زمان هیچ سابقه‌ای وجود نداشت که یک زن پزشک یک پادشاه را معالجه کند، اما شاه به روش یانگ‌گوم برای درمان بیماری با غذا اعتماد داشت. نام این بانوی حماسی قطعاً در کتاب‌های تاریخی ثبت خواهد شد.»

## در رسانه
- توسط لی یونگ آئه در مجموعه تلویزیونی سال ۲۰۰۳ ام‌بی‌سی، جواهری در قصر به تصویر کشیده شد.
- جانگ‌گئوم شخصیت اصلی انیمیشن کره‌ای ام‌بی‌سی، رؤیای یانگوم بود، که فصل اول آن در سال ۲۰۰۵ و فصل دوم آن در سال ۲۰۰۷ از شبکه تونیورز پخش شد.
- توسط کیم می کیونگ در مجموعه تلویزیونی سال ۲۰۱۳ کی‌بی‌اس۲، فرمانی از بهشت : فراری چوسان به تصویر کشیده شد.